# سيرجي أنتونوف
سيرجي أنتونوف هو عازف تشيلو روسي، ولد في 4 أكتوبر 1983 في موسكو في روسيا.